# U 420
U 420 war ein deutsches U-Boot vom Typ VII C der ehemaligen Kriegsmarine im Zweiten Weltkrieg.

## Geschichte

### Bau und Indienststellung
Es wurde am 20. Januar 1941 in Auftrag gegeben und am 3. Dezember 1941 auf der Danziger Werft AG, Danzig, auf Kiel gelegt. Am 18. August 1942 erfolgte der Stapellauf, am 16. Dezember 1942 die Indienststellung unter dem Kommando von Oberleutnant Hans-Jürgen Reese.
Das Boot gehörte von seiner Indienststellung bis zum 30. Juni 1943 zwecks Ausbildung zur 8. U-Flottille in Danzig, vom 1. August 1943 bis zum Verlust zur 11. U-Flottille in Bergen (Norwegen).

### Einsatz
Zu seiner ersten Feindfahrt lief U 420 am 12. Juni 1943 aus Kiel in den Nordatlantik aus. Am 3. Juli wurde das U-Boot von einem kanadischen „Liberator“-Bomber angegriffen und durch einen Treffer mit einem akustisch gesteuerten Torpedo des Typs Mark 24 „FIDO“ schwer beschädigt, wobei zwei Besatzungsmitglieder starben. U 420 gelang die Rückkehr nach Lorient (Frankreich), wo das Boot am 16. Juli 1943 einlief.
Nach der Durchführung von Reparaturen erfolgte am 7./8. Oktober eine Verlegung von Lorient nach Brest. Von dort lief U 420 am 9. Oktober 1943 zu seiner zweiten Feindfahrt aus.

### Untergang
Die letzte Meldung setzte das Boot am 20. Oktober 1943 etwa auf der Position 48° 0′ N, 21° 0′ W auf dem Weg zu seinem Einsatzgebiet vor Neufundland ab. Seitdem gilt es als vermisst.
Hinweise auf den Grund seines Verschwindens gibt es nicht; die Vermutung, es sei am 26. Oktober 1943 von einem kanadischen „Liberator“-Bomber mit Wasserbomben versenkt worden, hat sich als Irrtum herausgestellt. Der Angriff galt tatsächlich U 91 und richtete keine nennenswerten Schäden an.